# Harcana
Harcana（はるかな、6月7日 - ）は、日本のイラストレーター、原画家。東京都在住。

## 主な作品

### 書籍
挿絵
- 皇国のフロイライン（既刊2巻、著：河端ジュン一、富士見ファンタジア文庫）
- アルケミストの終焉創造術（全5巻、著：森田季節、GA文庫）
- 食べないお嬢と魔術学園の料理番（既刊1巻、著：駿河ゲンゾウ、富士見ファンタジア文庫）
- 俺だけ超天才錬金術師 ゆる〜いアトリエ生活始めました（既刊3巻、著：ふつうのにーちゃん、Mノベルス）
- ポーション工場に左遷された俺、エルフに拉致され砂漠の国の錬金術師となる 〜今さら戻れと言われても、美人姉妹（エルフ）が離してくれません〜（既刊2巻、著：ふつうのにーちゃん、Mノベルス）

ピンナップ
- COMIC阿呍（ヒット出版社、ピンナップイラスト）
- COMICBAVEL（文苑堂、ピンナップイラスト）

### ゲーム
TCG
- アンジュ・ヴィエルジュ（KADOKAWA、カードイラスト担当）

アダルトゲーム
- 揺り籠より天使まで（暁WORKS黒、原画担当）

携帯ゲーム
- 君と一緒に2 - 期間限定配信のヒロイン、木戸曜子のキャラクターデザインを担当。
- D.M.L.C. デスマッチラブコメ - キャラクターデザイン・原画

ゲスト参加
- D.C. Dream X'mas 〜ダ・カーポ〜 ドリームクリスマス - 特典参加作家

オンラインゲーム
- 桃色大戦ぱいろん（エクストリーム、紅梅(ホンメイ) デザイン・原画）

その他
- 萌一みかんプロジェクト（和歌山県の非公認ご当地キャラクター　キャラクターデザイン・イラスト）

## 同人活動
"EVANGEL"という同人サークルで創作を中心に活動している。